# Tephritis frauenfeldi
Tephritis frauenfeldi är en tvåvingeart som beskrevs av Friedrich Georg Hendel 1927. Tephritis frauenfeldi ingår i släktet Tephritis och familjen borrflugor. Inga underarter finns listade i Catalogue of Life.